# Genís Boadella
Genís Boadella Esteve (Barcelona, 20 de marzo de 1979) es un abogado y político español. Es miembro del Congreso de los Diputados de España.

## Biografía
Boadella nació el 20 de marzo de 1979 en Barcelona, España. Es licenciado en Derecho por la Universidad Pompeu Fabra.

## Trayectoria
Boadella es abogado en ejercicio y miembro del Colegio de Abogados de Barcelona. En 2007 creó su propio bufete de abogados, Boadella Esteve Advocats. Fue promotor y primer coordinador del grupo de asesores de la Asociación catalana de Ejecutivos, Administradores y Empleadores (ACEDE), de 2013 a 2015. Es miembro del Observatorio de Derecho Privado de Cataluña.

## Actividad política
Boadella fue miembro del Partit per la Independència (PI) antes de unirse a la Joventut Nacionalista de Catalunya (JNC) en 2000. Militante de Convergencia Democrática de Cataluña (CDC) de 2008 a 2016, actualmente es miembro del Partido Demócrata Europeo Catalán (PDeCAT). Fue concejal del distrito de Sant Martí, del 2009 al 2019 y portavoz de Convergència i Unió (CiU) en el distrito de 2013 a 2019. 
En las Elecciones generales de España de 2016 Boadella fue en el puesto 14.º en la lista de CDC por Barcelona, pero el partido solo consiguió cuatro escaños en la provincia. En las Elecciones generales de abril de 2019 fue en quinto lugar en la lista de Junts per Catalunya (JuntsxCat) por la misma provincia, pero la alianza electoral solo logró tres escaños. Repitió en las Elecciones generales de noviembre de 2019 y esta vez sí fue elegido diputado del Congreso por JuntsxCat.